# Luis Lemus
Lemus  Dávila est un nom espagnol. Le premier nom de famille, en général paternel, est Lemus ; le second, en général maternel, souvent omis, est Dávila.
Luis Enrique Lemus Dávila, né le 21 avril 1992 à Aguascalientes, est un coureur cycliste mexicain.

## Biographie
Fin 2015, il signe un contrat en faveur de la formation israelienne Cycling Academy.

## Palmarès
- 2011
  - 2e du championnat du Mexique du contre-la-montre espoirs
- 2012
  -  Champion du Mexique sur route
  -  Champion du Mexique sur route espoirs
- 2013
  -  Champion du Mexique sur route
- 2014
  -  Champion du Mexique sur route espoirs
  - 2e étape du Tour de Hokkaido
- 2015
  - 2e étape de la Sea Otter Classic
- 2016
  -  Champion du Mexique sur route
- 2018
  - 3e du championnat du Mexique du contre-la-montre

## Classements mondiaux
| Année            | 2014 |
| ---------------- | ---- |
| UCI America Tour | 199e |
| UCI Asia Tour    | 183e |